# Ahorn (Bavière)
Pour les articles homonymes, voir Ahorn.
Ahorn est une commune allemande, située en Bavière, dans l'arrondissement de Cobourg.

## Histoire
Ahorn est mentionnée officiellement pour la première fois entre 1074 et 1075.
Le développement de la commune est par la suite lié au château d'Ahorn. Il est érigé sur les restes du précédent château, en 1555 sur ordre de Joachim von Rosenau, après la Guerre des Paysans allemands.

## Personnalités liées à la ville
- Hermann von Erffa (1845-1912), homme politique né à Ahorn.